# フィリップ・ラーム
フィリップ・ラーム（Philipp Lahm, ドイツ語発音: [ˈfɪlɪp ˈlaːm], 1983年11月11日 - ）は、西ドイツ・ミュンヘン出身の元サッカー選手。ポジションはディフェンダー、ミッドフィールダー。左右のサイドバックと守備的MFをこなす。
2010 FIFAワールドカップと2014 FIFAワールドカップではドイツ代表キャプテンを務めた。

## クラブ経歴

### 初期の経歴
地元ミュンヘンにあるGernというジュニアチームでプレーしていた時にスカウトを受け、11歳でバイエルン・ミュンヘンの下部組織に入団した。少年時代から将来が期待されており、下部組織で彼を指導したHermann Hummels（マッツ・フンメルスの父親）は「もしラームがプロになれなかったら、誰もプロにはなれないだろう」と語っている。A-juniorの年代の全国選手権では2度の優勝を経験し、2度目はキャプテンとしてチームをまとめた。17歳だった2001年にはアマチュアのセカンドチームに昇格し、当時の監督だったHermann Gerlandは彼が指導した中で最高の才能を持った選手であるとみなし、2002-03シーズンにはラームをキャプテンに指名した。ジュニアチームやセカンドチームでは主に守備的ミッドフィールダー、右サイドハーフ、右サイドバックなどでプレーしている。2002-03シーズン途中にUEFAチャンピオンズリーグ出場（RCランス戦）を果たしているが、当時のトップチームの右サイドバックにはフランス代表のウィリー・サニョルがおり、左サイドバックにはやはりフランス代表のビセンテ・リザラズがいた。さらに、中盤にも実力者が揃っていたため、2003-04シーズンと2004-05シーズンはVfBシュトゥットガルトにレンタル移籍した。

### VfBシュトゥットガルト
2003-04シーズン開幕戦のハンザ・ロストック戦の76分にシルビオ・マイスナーとの交代で途中出場し、ブンデスリーガ（1部）デビューを果たした。当初は右サイドバックのアンドレアス・ヒンケルのバックアップと見られていたが、フェリックス・マガト監督はラームを左サイドバックで試し、ドイツ代表のハイコ・ゲルバーからポジションを奪った。4節に初めて左サイドバックとして出場し、6節のボルシア・ドルトムント戦で初めてフル出場し、その後はレギュラーとしての地位を確立した。2003年9月29日のマンチェスター・ユナイテッドFC戦で同大会初スタメンとなった。2003-04シーズンはリーグ戦31試合・UEFAチャンピオンズリーグ7試合に出場し、ドイツ最優秀選手投票で2位にランクインした。
UEFA EURO 2004に参加したために2004年夏のプレシーズンは短くなり、マティアス・ザマー新監督の戦術やシステムに適応するのに時間を要した。しかし、ウィンターブレーク前にリーグ戦16試合に出場し、そのうちの14試合はフル出場であり、それに加えてUEFAカップには6試合に出場した。2005年1月には右足を疲労骨折し、4ヶ月の間は試合に出場できなかったが、4月9日のシャルケ04戦で復帰した。そのわずか5週間後には同じ右足の十字靱帯断裂の重傷を負い、一足早くシーズンを終えた。

### バイエルン・ミュンヘン

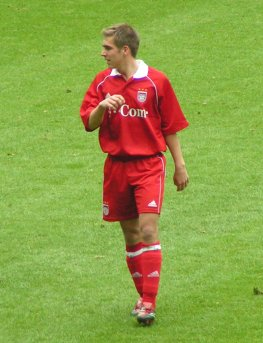
バイエルンでプレーするラーム

2005年7月にバイエルン・ミュンヘンに復帰したが、その後の数ヶ月はリハビリに費やした。11月下旬にアマチュアチームの試合に出場して負傷から復帰し、同月のアルミニア・ビーレフェルト戦でトップチームにも復帰した。2005-06シーズンはリーグ戦20試合・UEFAチャンピオンズリーグ3試合に出場し、リザラスとポジション争いを繰り広げた。2006-07シーズンはリーグ戦全34試合・UEFAチャンピオンズリーグ9試合に出場した。左サイドバックとしてプレーできたのが彼しかおらず、最悪のシーズンを過ごしたバイエルンで堅実なプレーを見せたため、途中出場に終わったのはわずか2試合だった。
2007年夏にドイツ代表左サイドバックのマルセル・ヤンセンが加入したため、2007-08シーズンはラームは再び右サイドバックに戻ると、前シーズンに右サイドバックのレギュラーだったサニョルに取って代わった。シーズン終盤にはヤンセンが負傷したため、再び左サイドバックに移ったが、2008年中も本職の右サイドバックでのプレー願望を隠さなかった。このシーズン中には、シーズン終了後にFCバルセロナなどに移籍するのではないかという噂が駆け巡り、実際に契約寸前まで至ったと考えられている。しかし、2008年5月16日にクラブと新契約を結び、契約は2012年6月まで延長された。
2009-10シーズンはルイス・ファン・ハール新監督の下で、右サイドバックとして好プレーを見せた。序盤戦では問題もあったが、中盤戦以降では右ウイングのアリエン・ロッベンと素晴らしい連携を見せ、1得点12アシストを記録する活躍を見せた。ファン・ハール監督により副キャプテンに指名され、シーズン中はDFBポカール1回戦以外の公式戦全てにフル出場した。2011年1月にキャプテンのマルク・ファン・ボメルがACミランに移籍したため、キャプテンの仕事を引き継いだ。
2011年3月12日のブンデスリーガ第26節のハンブルガーSV戦で、バイエルン・ミュンヘンでの100戦連続スタメン出場を果たした。始まりは、2009年4月14日のチャンピオンズリーグのFCバルセロナ戦（1-1）で、それ以来ずっとスタメンを続け、それも途中交代となったのは1戦のみである（シーズン前のドイツカップ、RWオーバーハウゼン戦/5-0）。
2013-14シーズンはジョゼップ・グアルディオラに監督が変わり、システムも4‐1‐4‐1になってアンカーのポジションにコンバートされた。
2014年10月18日ブレーメンとのリーグ戦では、プロ初の1試合2ゴールを決めた。
2015-16シーズンになると従来のサイドバックとインサイドハーフ、アンカーと試合によってさまざまポジションをこなし、リーグ優勝に貢献。2016年2月のユベントス戦でチャンピオンズリーグ出場100試合に到達した。
2017年2月4日シャルケ戦でバイエルンでの500試合出場に到達した。3日後のDFBポカール・3回戦のVfLヴォルフスブルク戦で、2016-17シーズンをもって現役を引退することを発表した。現役最後の試合、2017年5月20日ブンデスリーガ最終節のフライブルク戦では先発出場、87分にスタンディングオベーションを受け、ピッチを後にした。
バイエルンは、引退後のスポーツディレクター就任をオファーしていたが、ラーム本人は会長のウリ・ヘーネスの権限が大きく、スポーツディレクター職が名ばかりに過ぎないことを理由に固辞したことを明かしている。引退後は、数年はサッカーから距離を置くことを表明しており、自身が設立した財団活動に専念していた。2022年9月にかつてレンタル移籍した縁のあるシュトゥットガルトがラームをアドバイザーとして招聘したことを発表している。

## 代表経歴

### 世代別ドイツ代表
世代別のドイツ代表に初めて選ばれたのはU-19チームが最初である。2002年にはUEFA U-19欧州選手権に参加して全試合に出場し、決勝のU-19イングランド代表戦（3-3、PK戦で敗戦）では2-3から同点に追い付く重要な得点を挙げている。

### 2004-2006
U-20ドイツ代表やU-21ドイツ代表でも何試合かに出場した後、2004年2月18日のクロアチア戦（2-1）で先発フル出場し、ドイツA代表デビューを果たした。20歳と3ヶ月であり、キッカー紙によってマン・オブ・ザ・マッチに選ばれている。4月28日のルーマニアとの親善試合で代表初得点を挙げた。ポルトガルで開催されたUEFA EURO 2004にも出場し、グループリーグ3試合すべてにフル出場している。チームはグループリーグ敗退となったが、ラームのプレーは代表唯一の明るい材料とみなされた。2005年1月から2006年3月にかけては十字靱帯断裂の重傷でリハビリ生活を続けていたため、1年以上も代表から遠ざかった。そのために2005 FIFAコンフェデレーションズカップ出場を逃したが、リーグ戦に復帰するとすぐに代表にも復帰し、レギュラーに返り咲いた。2006 FIFAワールドカップ前の親善試合で左肘を負傷したが、特製のアームガードを装着して本大会に臨んだ。
ユルゲン・クリンスマン監督はそれでもラームを左サイドバックのレギュラーと考え、初戦のコスタリカ戦では右足からのミドルシュートで右のサイドネットを揺らし、ポーランド戦でもマン・オブ・ザ・マッチに選ばれる活躍を見せた。チームの全7試合にフル出場したドイツ代表で唯一の選手であり、大会のオールスターチームに選ばれた。

### 2006-2008
UEFA EURO 2008でも全試合でスタメン出場し、決勝で負傷交代した以外は90分間出場した。大会開始時は右サイドバックとして起用されたが、ヤンセンの不調によりグループリーグ2試合目の途中から左サイドバックに移っている。準決勝のトルコ戦では自身のミスから失点を許すも、90分に代表通算3得点目となる決勝点を挙げ、1得点1アシストの活躍でチームを決勝に導いた。この得点を「これまでのキャリアの中で最も重要なゴール」と表現し、彼自身はそれに値するとは思っていなかったようだが、試合のマン・オブ・ザ・マッチに選ばれた。決勝のスペイン戦（0-1）にも出場したが、33分にラームとGKイェンス・レーマンの連携不足からシャビ・エルナンデスにスルーパスを通され、フェルナンド・トーレスに先制点を許した。この得点が結果的に決勝点となり、スペインに敗れて準優勝に終わった。大会後にはUEFA選定の大会優秀選手に選ばれている。

### 2008-2010
2010 FIFAワールドカップ・ヨーロッパ予選でもラームは皆勤したが、全試合にフル出場したのはドイツ代表で彼しかいない。2010 FIFAワールドカップ本大会前にはキャプテンのミヒャエル・バラックが負傷離脱し、ラームがその代役に選ばれた。グループリーグ初戦のオーストラリア戦で初めて腕章を着けてプレーし、FIFAワールドカップに臨むドイツ代表の歴代最年少キャプテンとなった。

### 2010-2014

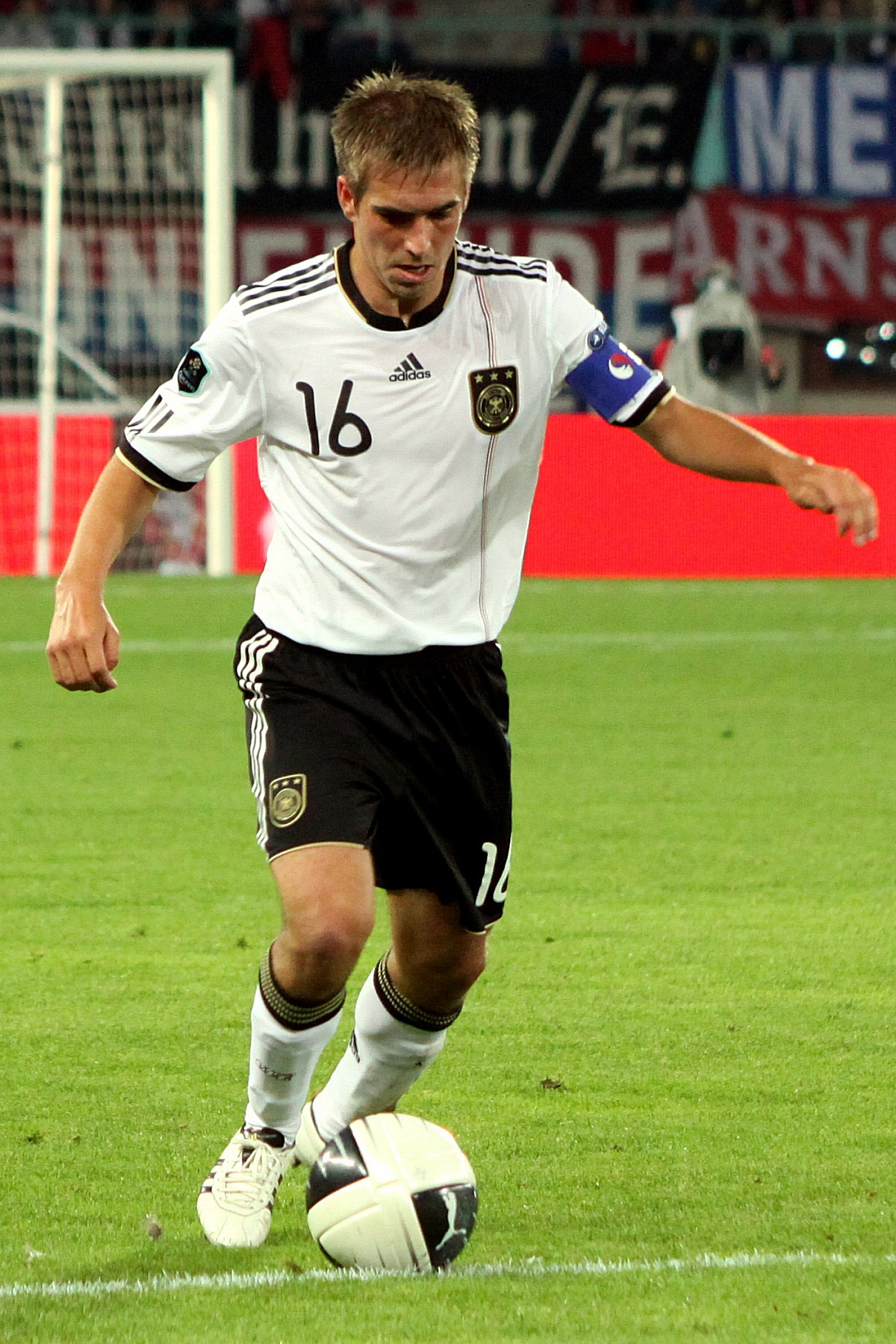
ドイツ代表でプレーするラーム（2011年）

2013年のワールドカップ予選オーストリア戦で代表100試合出場を達成した。2014 FIFAワールドカップでもキャプテンを務め、決勝までの全7試合にフル出場した。当初はクラブ同様アンカーでの起用だったが、準々決勝のフランス戦以降は右サイドバックとしてプレーし、チームの優勝に貢献した。大会後に代表引退を表明した。

### 引退後
現役引退後の2017年12月8日、ドイツ代表の名誉キャプテンに選出された。選出は男性で6人目、男女合わせて8人目となった

## 評価
2006年にはFIFA最優秀選手賞の候補に初めてノミネートされ、2007年も連続でノミネートされた。2006 FIFAワールドカップに出場したドイツ代表からは2006年の候補にバラック、ミロスラフ・クローゼ、レーマンなどもノミネートされたが、結局はイタリアのファビオ・カンナバーロが表彰された。同年のUEFAチーム・オブ・ザ・イヤーには左サイドバックとして選出され、2007年にはわずかの得票率の差でエリック・アビダルに受賞を譲ったが、2008年には左サイドバックとして再びUEFAチーム・オブ・ザ・イヤーに選出された。2008年にはUEFAチーム・オブ・ザ・イヤーに選出されたが、その際のパトリス・エヴラ（マンチェスター・ユナイテッドFC）との得票率の差はわずか2%だった。UEFAチーム・オブ・ザ・イヤーには過去5回選出されており、2016年に発表されたUEFAアルティメット・チーム・オブ・ザ・イヤーにも選出された。

## 人物
慈善事業に熱心なことで知られており、2007年6月にはオーウェン・ハーグリーブスとともに南アフリカを訪れ、2010 FIFAワールドカップの事前イベントに参加することが国際サッカー連盟(FIFA)から発表された。負傷のためにハーグリーブスは参加できなかったが、ラームとドイツ代表のチームメイトのピオトル・トロホウスキは南アフリカを訪れ、2010 FIFAワールドカップの主催者を訪問するだけでなく、地元のSOS子供の村(SOS Children's Village)を訪れてエイズ撲滅運動に参加した。恵まれない子供たちのためのフィリップ・ラーム基金を設立しており、またSOS子供の村の大使を務めている。それに加え、2007年から3年連続で世界エイズデーの大使も務めた。また、麻薬撲滅キャンペーンや児童虐待反対運動などにも参加している。また2008年9月にサッカーにおいての不寛容とホモフォビア反対に対する特段の貢献によりTolerantia-Preisを受賞した。彼は「サッカーにおいて同性愛者であることがタブーになっていることは気の毒」といい「チームメイトがそうであっても問題はない」と公言している。しかし、彼は、それによって蒙るであろう苦しみを考え、カミングアウトを薦めない。これはゲイであることを公言してから2年後に自殺した ジャスティン・ファシャヌの悲劇を念頭に置いたものである。2014年にトーマス・ヒッツルスペルガーが同性愛者であることを告白したときにインタビューを受けた時は「彼は少数者のために尽くすだろう」とコメントした。
2009年11月8日にはクラブが関与していないインタビューで移籍願望を明らかにし、クラブ史上最高額（2万5000ユーロ以上と推測されている）の罰金処分を受けるとともに、モチベーションの欠如や戦術理解度などを批判された。地元のみならずファンやメディアの間で様々な反応が起こり、願望は彼の胸にしまっておくべきという批判をする者もいれば、その逆に移籍願望を公言した彼の正直さを称える者もいた。クラブの上層部から罰金処分と強い批判を受けたが、そのまま元通りにレギュラーとしてプレーしている。過去に自分の熱狂的なファンが住所を調べ上げ、待ち伏せにあったことから、プライバシーの管理は厳重で、2010年に無名時代から交際してきたいまの夫人と2010 FIFAワールドカップ3位決定戦の4日後の2010年7月14日、バイエルン州クラインヘルフェンドルフ(Kleinhelfendorf)の教会で結婚式を挙げたが、この時には親族のみの出席でチームメイトの出席はなかった。またマスコミにたいしては婚姻届を役所に提出する場面と、教会から夫人と馬車に乗って移動する場面の撮影を許可した。結婚後の2012年8月に長男が誕生した。
2011年8月に、自伝"Der feine Unterschied" (「微妙な違い」の意) を出版したが、その中でルディ・フェラー、ユルゲン・クリンスマン、ルイス・ファン・ハール、フェリックス・マガトら複数の監督を批判する内容が含まれていたため話題となった。
2011-2012シーズンにバイエルンに所属していた宇佐美貴史は練習後に、自宅に帰ってゆっくり風呂に入ることが好みであったため、クラブハウスでシャワーを浴びずにいた。すると、バイエルンの選手の間に「タカシは男の前で風呂に入るのが恥ずかしいのか？」という噂が流れ始め、キャプテンだったラームが宇佐美のもとを訪れ「タカシ、人前で風呂に入るのが恥ずかしいなら言ってくれ。対応するから」と告げた。これ以降、宇佐美はラームに何てことを言わせてしまったのかと思い直し、クラブハウスでシャワーを浴びるようになった。

## 個人成績

### クラブでの出場記録
2017年5月21日時点
| クラブ成績 | クラブ成績               | クラブ成績       | リーグ | リーグ | カップ      | カップ      | 国際大会   | 国際大会   | 通算 | 通算 |
| シーズン   | クラブ                   | リーグ           | 出場   | 得点   | 出場        | 得点        | 出場       | 得点       | 出場 | 得点 |
| ドイツ     | ドイツ                   | ドイツ           | リーグ | リーグ | DFBポカール | DFBポカール | ヨーロッパ | ヨーロッパ | 通算 | 通算 |
| ---------- | ------------------------ | ---------------- | ------ | ------ | ----------- | ----------- | ---------- | ---------- | ---- | ---- |
| 2001-02    | バイエルン・ミュンヘンII | レギオナルリーガ | 27     | 2      | 0           | 0           | 0          | 0          | 27   | 2    |
| 2002-03    | バイエルン・ミュンヘンII | レギオナルリーガ | 34     | 1      | 1           | 0           | 0          | 0          | 35   | 1    |
| 2002-03    | バイエルン・ミュンヘン   | ブンデスリーガ   | 0      | 0      | 0           | 0           | 1          | 0          | 1    | 0    |
| 2003-04    | シュトゥットガルト       | ブンデスリーガ   | 31     | 1      | 1           | 0           | 7          | 0          | 39   | 1    |
| 2004-05    | シュトゥットガルト       | ブンデスリーガ   | 22     | 1      | 2           | 0           | 6          | 1          | 30   | 2    |
| 2005-06    | バイエルン・ミュンヘン   | ブンデスリーガ   | 20     | 0      | 4           | 0           | 3          | 0          | 27   | 0    |
| 2006-07    | バイエルン・ミュンヘン   | ブンデスリーガ   | 34     | 1      | 3           | 0           | 9          | 0          | 46   | 1    |
| 2007-08    | バイエルン・ミュンヘン   | ブンデスリーガ   | 22     | 0      | 5           | 0           | 10         | 1          | 37   | 1    |
| 2008-09    | バイエルン・ミュンヘン   | ブンデスリーガ   | 28     | 3      | 3           | 1           | 7          | 0          | 38   | 4    |
| 2009-10    | バイエルン・ミュンヘン   | ブンデスリーガ   | 34     | 0      | 6           | 1           | 12         | 0          | 52   | 1    |
| 2010-11    | バイエルン・ミュンヘン   | ブンデスリーガ   | 34     | 3      | 4           | 0           | 8          | 0          | 46   | 3    |
| 2011-12    | バイエルン・ミュンヘン   | ブンデスリーガ   | 31     | 0      | 5           | 0           | 14         | 0          | 50   | 0    |
| 2012-13    | バイエルン・ミュンヘン   | ブンデスリーガ   | 29     | 0      | 5           | 0           | 12         | 0          | 46   | 0    |
| 2013-14    | バイエルン・ミュンヘン   | ブンデスリーガ   | 28     | 1      | 4           | 0           | 12         | 0          | 41   | 1    |
| 2014-15    | バイエルン・ミュンヘン   | ブンデスリーガ   | 20     | 2      | 4           | 0           | 8          | 0          | 32   | 2    |
| 2015-16    | バイエルン・ミュンヘン   | ブンデスリーガ   | 26     | 1      | 6           | 0           | 12         | 0          | 44   | 1    |
| 2016-17    | バイエルン・ミュンヘン   | ブンデスリーガ   | 26     | 1      | 4           | 1           | 7          | 0          | 37   | 1    |
| 総通算     | 総通算                   | 総通算           | 448    | 17     | 58          | 3           | 130        | 2          | 636  | 20   |

## 代表歴

### 出場大会
- ドイツ代表
  - 2006 FIFAワールドカップ
  - 2010 FIFAワールドカップ
  - 2014 FIFAワールドカップ

### 試合数
- 国際Aマッチ 113試合 5得点（2004年-2014年）[48]

| ドイツ代表 | 国際Aマッチ | 国際Aマッチ |
| 年         | 出場        | 得点        |
| ---------- | ----------- | ----------- |
| 2004       | 15          | 1           |
| 2005       | 0           | 0           |
| 2006       | 15          | 1           |
| 2007       | 7           | 0           |
| 2008       | 15          | 1           |
| 2009       | 11          | 0           |
| 2010       | 12          | 1           |
| 2011       | 10          | 0           |
| 2012       | 10          | 1           |
| 2013       | 9           | 0           |
| 2014       | 9           | 0           |
| 通算       | 113         | 5           |

### 得点
| # | 開催日        | 開催地                                    | 対戦国                   | スコア | 結果 | 大会                    |
| - | ------------- | ----------------------------------------- | ------------------------ | ------ | ---- | ----------------------- |
| 1 | 2004年4月28日 | ブカレスト、ジュレスティ・スタジアム      | ルーマニア               | 5–1    | 5–1  | 親善試合                |
| 2 | 2006年6月9日  | ミュンヘン、WM-シュタディオン・ミュンヘン | コスタリカ               | 1–0    | 4–2  | 2006 FIFAワールドカップ |
| 3 | 2008年6月25日 | バーゼル、ザンクト・ヤコブ・パルク        | トルコ                   | 3–2    | 3–2  | UEFA EURO 2008          |
| 4 | 2010年6月3日  | フランクフルト、コメルツバンク・アレーナ  | ボスニア・ヘルツェゴビナ | 1–1    | 3–1  | 親善試合                |
| 5 | 2012年6月22日 | グダニスク、バルティック・アリーナ        | ギリシャ                 | 1–0    | 4–2  | UEFA EURO 2012          |

## タイトル

### クラブ
バイエルン・ミュンヘン
- ブンデスリーガ：9回(2002-03, 2005-06, 2007-08, 2009-10, 2012-13, 2013-14, 2014-15, 2015-16, 2016-17)
- DFBポカール：7回(2002-03, 2005-06, 2007-08, 2009-10, 2012-13, 2013-14, 2015-16)
- DFLスーパーカップ：3回(2010, 2012, 2016)
- DFLリーガポカール：1回(2007)
- UEFAチャンピオンズリーグ：1回(2012-13)
- UEFAスーパーカップ：1回(2013)
- FIFAクラブワールドカップ：1回(2013)

### 代表
ドイツ代表
- FIFAワールドカップ : 2014

### 個人
- UEFA欧州選手権大会優秀選手 : 2008, 2012
- FIFAワールドカップベストイレブン : 2010, 2014
- UEFAチーム・オブ・ザ・イヤー : 2006, 2008
- ドイツ年間最優秀サッカー選手賞 : 2017
- バロンドール・ドリームチーム、歴代右サイドバック3位 : 2020[49]